# 東明寺 (大和郡山市)
東明寺（とうみょうじ）は、奈良県大和郡山市矢田町にある高野山真言宗の寺院である。山号は鍋蔵山。

## 歴史
矢田寺（金剛山寺）の北方、矢田丘陵の中腹に位置する。当寺は、持統天皇7年（693年）、舎人親王により開基されたと伝わっている。
矢田村の惣鎮守であった矢田坐久志玉比古神社の神役を江戸時代には勤めていた。
本堂の西側には九・六騒動で活躍した郡山藩家老の都筑云成の墓が現存している。
。

## 文化財

### 重要文化財
- 木造薬師如来坐像 古色（藤原時代）像高94.0センチメートル 重文指定
  - 9世紀半ば頃の作であると思われる桜の一木造りで背刳りがある。
  - 両肩と両膝を大きく張り出した堂々たる体軀とその上に纏貌った衣の表面に刻まれるやや硬い翻波式の衣文とが、像に豪快な感覚を与えている。
  - 付属の板光背には、表側一面にわたって墨で唐草文様が描かれているが、赤外線写真でしか見る事が出来ない。
  - 頭が小さく胴はは長い膝の張りも大きく柄衣が腹のかなり上まで覆っている点は10世紀後半頃の作品という意見もある。
- 木造毘沙門天立像 彩色（藤原時代）像高160.3センチメートル 重文指定
  - 平安時代後期の作。
  - 水平に構えた両肩から両腕を上下に振り出し左手に戟、右手に宝塔を捧げ、わずかに左足を上げて静かに立つ姿勢、面貌をはじめとして体軀の全体わたる表 面浅彫りが特徴。
  - 表情は穏やか、袖や裳の形も落ち着きがある。
- 木造吉祥天立像 彩色（藤原時代）像高91.4センチメートル 重文指定
  - 髪は髪際の線を丸くあらわし、前髪を左右に分けて耳の大部分を覆いながら後方へ垂れる。
  - 髪を結い沓を履き両足を揃えて直立する。
  - 右手は、垂下して金指を伸ばす与願印を結び、左手屈臂して掌を上にして宝珠を捧げる。
  - 福徳を司る女神としての吉祥天を現世の貴婦人の姿としい表し、堂々とした量感を示しています。十世紀後半頃の作だと考えられる。

### その他
- 石造七重塔 - 鎌倉時代

## 交通アクセス
近鉄橿原線近鉄郡山駅から奈良交通バス横山口下車